# Thecla caerulescens
Thecla caerulescens är en fjärilsart som beskrevs av Victor Ivanovitsch Motschulsky 1866. Thecla caerulescens ingår i släktet Thecla och familjen juvelvingar. Inga underarter finns listade i Catalogue of Life.